# Dornheimsches Palais

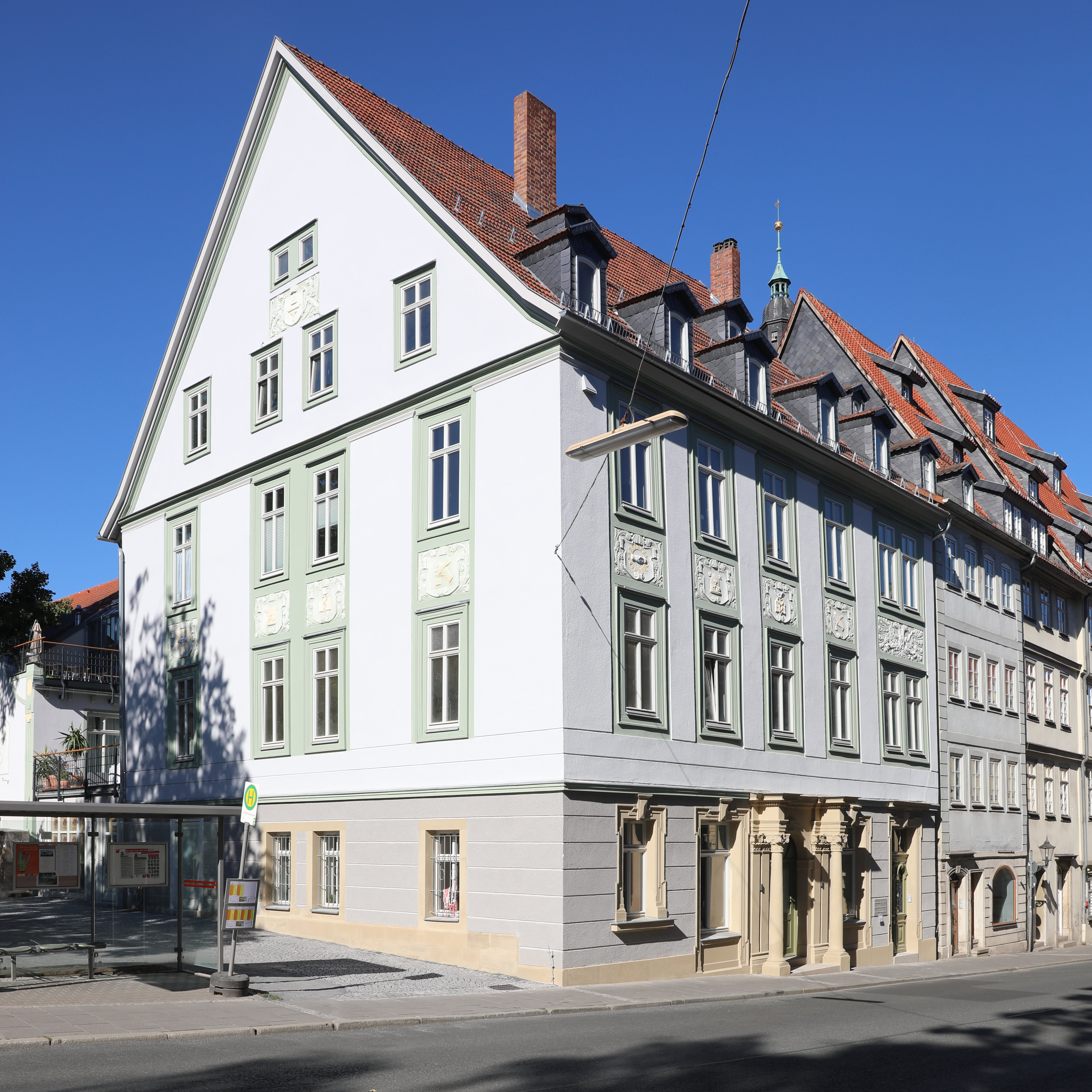
Dornheimsches Palais in Coburg (2018)

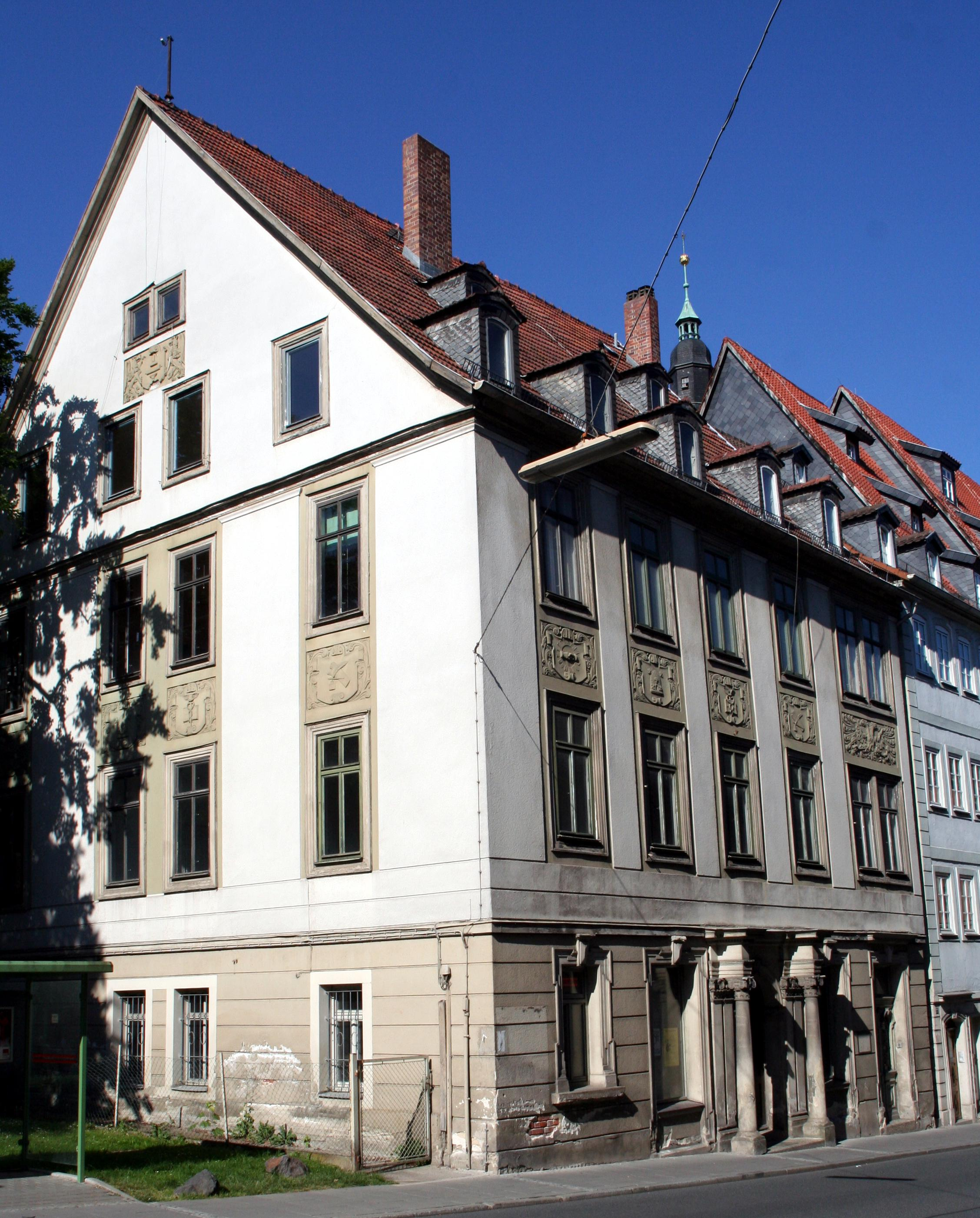
Steingasse 24 in Coburg (2008)

Das Dornheimsche Palais steht in der Steingasse 24 der oberfränkischen Stadt Coburg. Im 16. Jahrhundert wurde der Kern des dreigeschossigen, denkmalgeschützten Traufseithauses errichtet.

## Geschichte
Im 16. Jahrhundert entstand das Eckhaus zur Unteren Anlage mit zwei Geschossen gegenüber dem Schloss Ehrenburg. Im 17. Jahrhundert folgte ein Umbau mit der Aufstockung um eine Etage und einer Umgestaltung der Fassade. Der Dachstuhl wurde 1681/1682 errichtet. Das Gebäude wurde 1801 als Unterkunft für Gäste der herzoglichen Familie umgebaut und war bis 1901 in herzoglichem Besitz. 1900 erhielt das Eckhaus eine neubarocke Putzfassade. Das zweigeschossige Hinterhaus beherbergte ab etwa 1900 die Buchdruckerei des Druckers Robert Dornheim, Inhaber des Verlages der Coburger Zeitung. Es wurde 1904 und 1909 vergrößert. 1977 wurde die untere Ebene des Dachs komplett und die zweite Ebene bereichsweise ausgebaut.
Ab 2002 war das Gebäude in städtischem Besitz und wurde nicht genutzt. Ursprünglich war es als Erweiterung des Ämtergebäudes gedacht. 2016 Jahren wurde es verkauft und in der Folge saniert. 2018 erhielten die Eigentümer die Denkmalschutzmedaille des Freistaates Bayern für die vorbildliche Renovierung des Baudenkmals.

## Architektur
Das Traufseithaus besitzt im gebänderten Erdgeschoss Fenster und Türen mit geohrten Rahmen und diamentierten Keilsteinen. Etwa in Gebäudemitte ist als Hauseingang ein korbbogiges Portal mit zwei frei stehenden Rundsäulen vorhanden. Die Straßenfassade hat in den Obergeschossen sechs Fensterachsen mit einer rechten Doppelachse. Die Brüstungen der Fenster des zweiten Obergeschosses weisen stuckierte Embleme mit freimaurerischen Symbolen auf. Die dreiachsige Giebelseite ist analog zur Straßenfassade ausgebildet. Beim Ausbau des Dachgeschosses zu Wohnzwecken bekam das Satteldach zwei Reihen von Hausgauben. Das zweigeschossige Rückgebäude zur Unteren Anlage besitzt die Form eines Gartenpavillons und ist mit Jugendstilelementen ausgebildet.
Das Satteldach hat zwei Kehlbalkenlagen und eine Spannweite von etwa 14,4 Meter, eine Höhe von etwa 8,6 Meter sowie eine Länge von etwa 14,3 Meter. Es umfasst 16 Gespärre.